# Leucodon thomsonii
Leucodon thomsonii là một loài Rêu trong họ Leucodontaceae. Loài này được Mitt. mô tả khoa học đầu tiên năm 1859.